# فيل كوكريل
فيل كوكريل (بالإنجليزية: Phil Cockrell) هو لاعب كرة قاعدة أمريكي، ولد في 9 يوليو 1895 في أوغستا في الولايات المتحدة، وتوفي في 31 مارس 1951 في فيلادلفيا في الولايات المتحدة.